# The Psychic World of Walter Reed
The Psychic World of Walter Reed – dziesiąty studyjny album amerykańskiego rapera Killah Priesta członka grupy Sunz of Man, wydany 25 lutego 2013 roku nakładem niezależnej wytwórni Proverbs Records. Gościnnie na płycie pojawili się m.in. członkowie Wu-Tang Clanu Raekwon, Ghostface Killah, Inspectah Deck oraz Lord Fury czy George Clinton, a za warstwę muzyczną odpowiadają St. Peter, Kalisto, Jordan River Banks, Ayatollah, RZA, True Master i 4th Disciple.

## Lista utworów
| Płyta #1 | Płyta #1                                                              | Płyta #1           | Płyta #1 |
| Nr       | Tytuł utworu                                                          | Producent          | Długość  |
| -------- | --------------------------------------------------------------------- | ------------------ | -------- |
| 1.       | „The Opening”                                                         | St. Peter          | 2:17     |
| 2.       | „Shadow Landz”                                                        | Jordan River Banks | 3:37     |
| 3.       | „New Reality”                                                         | Jordan River Banks | 3:41     |
| 4.       | „Street Thesis”                                                       | Kalisto            | 3:57     |
| 5.       | „Ein Sof (Paradise)”                                                  | Jordan River Banks | 3:35     |
| 6.       | „Developing Story”                                                    | Kalisto            | 2:57     |
| 7.       | „Brilliantaire”                                                       | St. Peter          | 3:00     |
| 8.       | „The Park”                                                            | Kalisto            | 3:38     |
| 9.       | „Devotion to the Saints” (gościnnie Ghostface Killah, Inspectah Deck) | Kalisto            | 3:44     |
| 10.      | „Visionz”                                                             | Purpose            | 3:00     |
| 11.      | „The Winged People”                                                   | St. Peter          | 2:54     |
| 12.      | „Peace God”                                                           | Ciph Barker        | 5:08     |
| 13.      | „The Spell”                                                           | Ciph Barker        | 3:41     |
| 14.      | „Super God”                                                           | Ayatollah          | 2:42     |
| 15.      | „Salute”                                                              | Kalisto            | 2:27     |
| 16.      | „They Say”                                                            | Kalisto            | 4:17     |
| 17.      | „The Elders Gave Us Aura”                                             | Agallah The Don    | 1:38     |
| 18.      | „The Seer, The Poet”                                                  | Jordan River Banks | 4:08     |
| 19.      | „Currents of Events”                                                  | Ciph Barker        | 4:10     |
| 20.      | „Energy Work”                                                         | RZA                | 4:06     |
|          |                                                                       |                    | 1:08:37  |

| Płyta #2 | Płyta #2                                    | Płyta #2                        | Płyta #2 |
| Nr       | Tytuł utworu                                | Producent                       | Długość  |
| -------- | ------------------------------------------- | ------------------------------- | -------- |
| 1.       | „The Pwowr (Problem Solver)”                | True Master, GZA, Shaolin Monks | 5:02     |
| 2.       | „The Black Market”                          | Ciph Barker, Beat Butcha        | 3:35     |
| 3.       | „L Theanine”                                | Purpose                         | 2:44     |
| 4.       | „Tonite We Ride” (gościnnie George Clinton) | Jordan River Banks              | 3:05     |
| 5.       | „Tower (The Visitor)”                       | St. Peter                       | 2:43     |
| 6.       | „Fortune Teller”                            | St. Peter                       | 3:09     |
| 7.       | „Think Priest (Good Thoughts)”              | Jordan River Banks              | 3:47     |
| 8.       | „Golden Calf”                               | Ciph Barker                     | 3:40     |
| 9.       | „Fire Stone”                                | RZA                             | 2:31     |
| 10.      | „Mentalude (Just My Thoughts)”              | Killah Priest, GZA              | 1:43     |
| 11.      | „Lord Marduk” (gościnnie: Lord Fury)        | Mercilles                       | 4:29     |
| 12.      | „Music of the Spheres”                      | Jordan River Banks              | 3:29     |
| 13.      | „Anakim Dreams”                             | 4th Disciple                    | 2:10     |
| 14.      | „How I Write”                               | Ciph Barker                     | 3:48     |
| 15.      | „Wubian Nation” (gościnnie Raekwon)         | Federico Cisik Lopez            | 2:39     |
| 16.      | „The Document”                              | Godz Wrath                      | 3:38     |
| 17.      | „Listen to Me”                              | Kalisto                         | 4:06     |
| 18.      | „Lotus Flower”                              | St. Peter                       | 4:04     |
| 19.      | „The Question”                              | Killah Priest                   | 1:19     |
| 20.      | „Love Is Life” (gościnnie Alita Dupray)     | M.O.D. The Black Marvel         | 3:48     |
| 21.      | „Nazareth”                                  | Jordan River Banks              | 2:45     |
|          |                                             |                                 | 1:08:14  |